# Josef Dobrovský

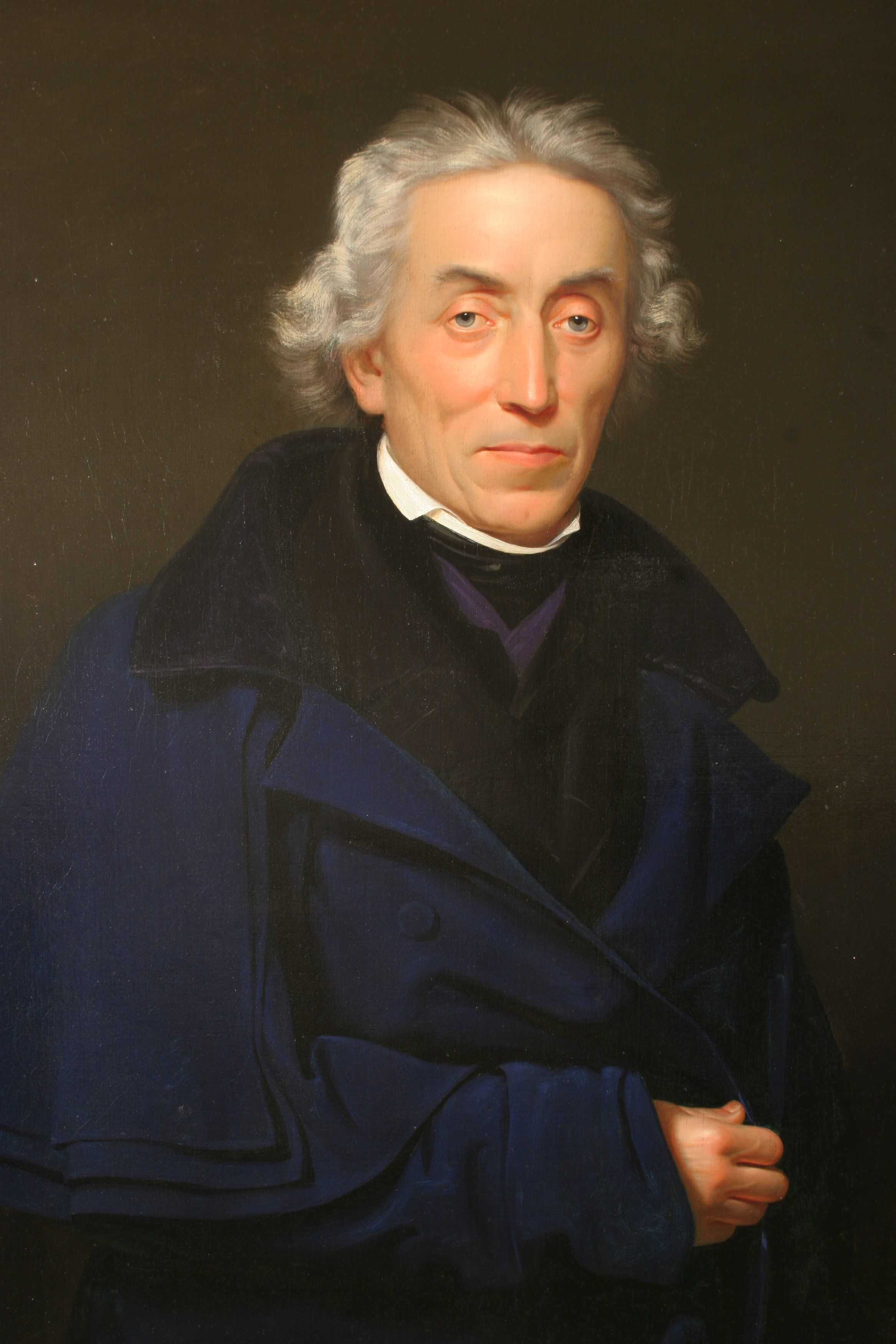
Josef Dobrovský, Porträt von František Tkadlík; Nationalmuseum (Prag), Inventarnummer H2-11810

Josef Dobrovský (in seinen deutschsprachigen Publikationen Joseph Dobrowsky, * 17. August 1753 in Jahrmarkt, Ungarn, Habsburgermonarchie; † 6. Januar 1829 in Brünn, Kaisertum Österreich) war ein tschechischer Theologe, Philologe und Historiker. Er gilt als ein Begründer der modernen tschechischen Schriftsprache sowie der wissenschaftlichen Slawistik.

## Leben
Dobrovský wurde als Sohn eines aus Solnitz stammenden Berufssoldaten in Ungarn geboren. Seine Eltern zogen bald darauf nach Westböhmen. Dobrovský wuchs in der deutschsprachigen Umgebung in Bischofteinitz auf, besuchte das Augustinergymnasium in Deutschbrod und das Jesuitengymnasium in Klattau. Nach Abschluss des Gymnasiums studierte er an der Karls-Universität Prag Philosophie und Theologie und trat 1772 in den Jesuitenorden ein, der allerdings ein Jahr später durch die Josephinischen Reformen aufgehoben wurde. Dobrovský setzte sein Theologiestudium in Prag fort und arbeitete ab 1776 auf Empfehlung des Joseph Stepling als Erzieher und Hauslehrer in der Familie der Grafen Nostitz auf Schloss Měšice.
Nachdem ihm die Weihe durch den Prager Erzbischof Wilhelm Florentin von Salm-Salm verweigert worden war, wurde er 1786 durch den Königgrätzer Bischof Johann Leopold von Hay zum römisch-katholischen Priester geweiht und war von 1787 bis 1788 Vizerektor und 1789 Rektor des Generalseminars (Priesterseminar) im Kloster Hradisko bei Olmütz, das 1790 säkularisiert wurde. Danach kehrte er nach Prag zurück und lebte dort als Privatgelehrter, meist im Palais Nostitz. Seine Bemühungen, eine Professur an der Karls-Universität zu erlangen, waren ohne Erfolg. In dieser Zeit erforschte er die tschechische Sprache und Literatur, die slawischen Sprachen insgesamt, sowie die böhmische Geschichte und Altertumskunde mit richtungsweisenden Veröffentlichungen.  Dobrovský war Mitglied der Königlichen böhmischen Gesellschaft der Wissenschaften. Er starb 1829 während einer Reise in Brünn. Dort liegt er auf dem Zentralfriedhof begraben.

## Bedeutung

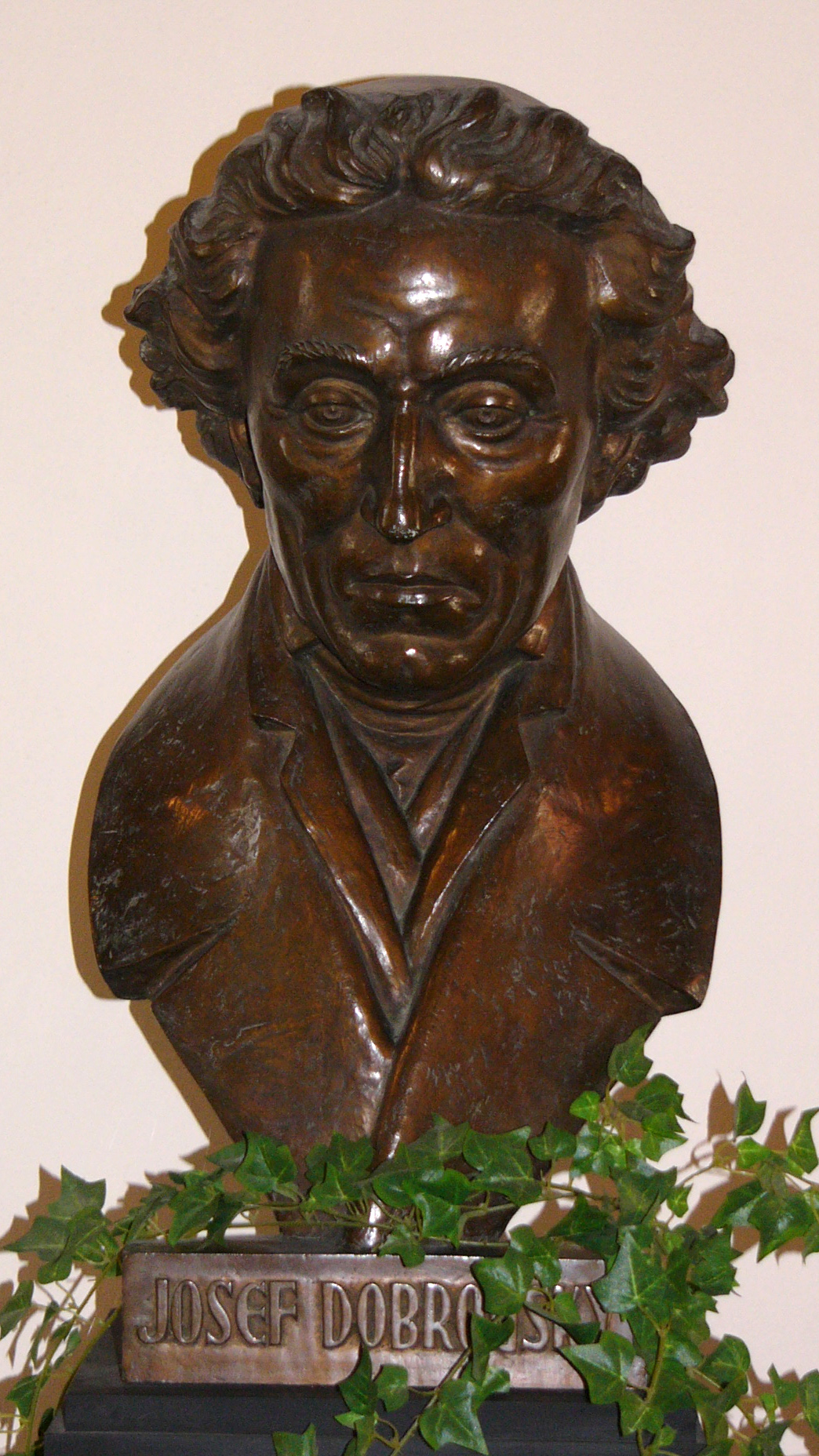
Josef Dobrovský, Büste im Kloster Hradisko

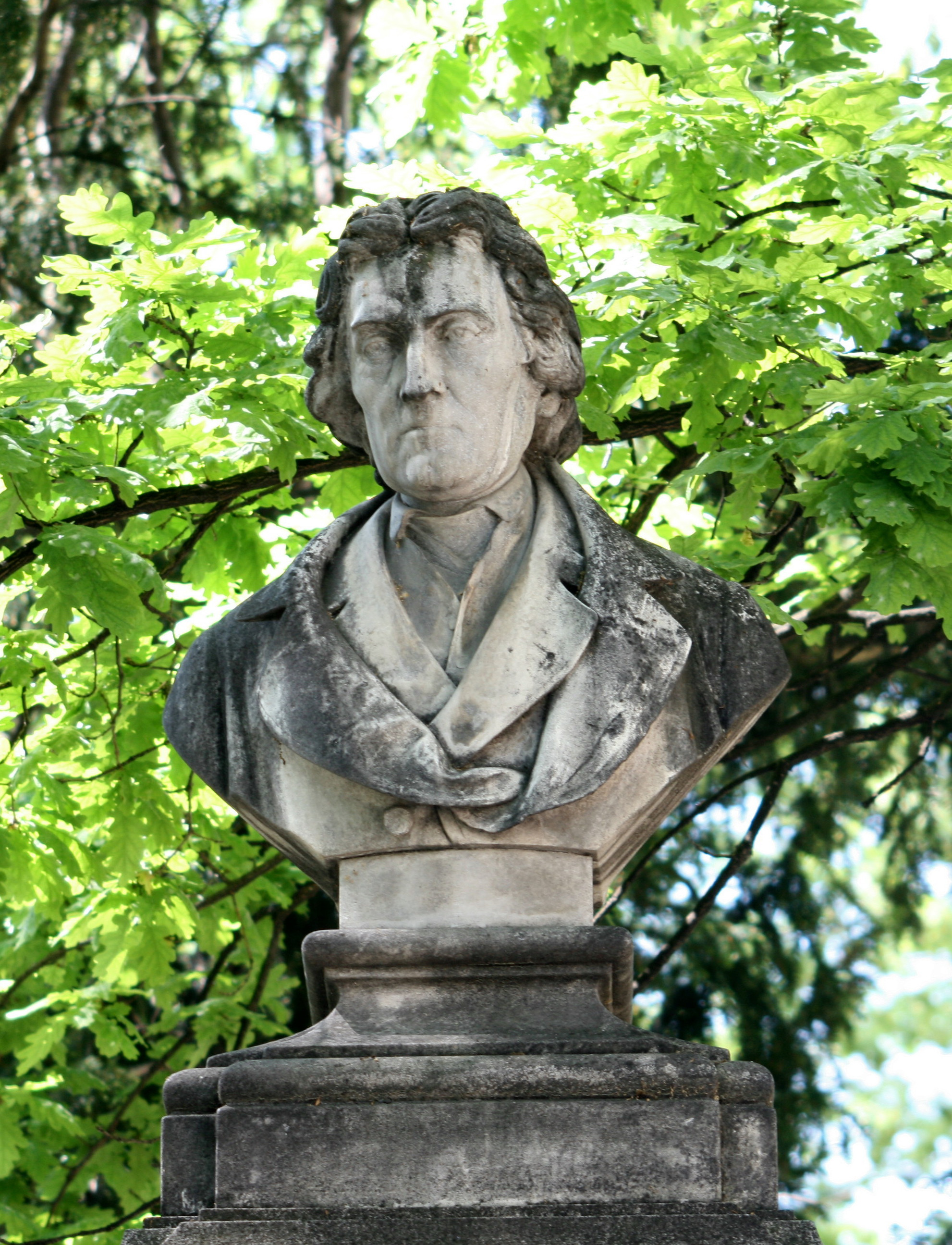
Büste Dobrovskýs auf der Insel Kampa in Prag

Dobrovský begann als Forscher der überlieferten Bibeltexte. 1777 veröffentlichte er eine erste, in Latein geschriebene Übersicht unter dem Titel „Pragische Fragmente hebräischer Handschriften“, zu dem vernachlässigten Forschungsthema der jüdischen Gemeinde in Prag. 1778 wurde er in Fachkreisen durch seine Arbeit „Fragmentum Pragense Evangelii S. Marci“ beachtet, in der er nachwies, dass ein ihm zugängliches, dem Evangelisten Markus zugeschriebenes und als Reliquie verehrtes handschriftliches Urkundenfragment unrichtig datiert ist und viel später entstanden ist, als bis dahin angenommen wurde.
Ab 1779 beschäftigte er sich mit der tschechischen Sprache und Literatur und gab die Zeitschrift „Böhmische Literatur auf das Jahr 1779“, „Böhmische und mährische Literatur auf das Jahr 1780“ heraus, in der er sich kritisch zu den zeitgenössischen Arbeiten auf diesem Gebiet äußerte. 1792 erschien seine „Geschichte der böhmischen Sprache und Literatur“, 1809 das „Ausführliche Lehrgebäude der böhmischen Sprache“, die erste moderne Grammatik des Tschechischen. Ferner gab er ein „Deutsch-böhmisches Wörterbuch“ in zwei Bänden heraus (1802, 1821).
In seinen Werken vertrat Dobrovský die Konzeption einer Anlehnung der tschechischen  Schriftsprache an das Tschechische des „Goldenen Zeitalters“ am Ende des 16. Jahrhunderts. Er  lehnte die meisten seit dieser Zeit eingetretenen Veränderungen der Schriftsprache durch Aufnahme von Fremd- und Lehnwörtern ab. Anders als seine Schüler Václav Hanka und Josef Jungmann versuchte er aber nicht, die von ihm propagierte Norm aktiv durchzusetzen, dies möglicherweise auch deshalb, weil er nicht damit rechnete, dass es gelingen würde, das Tschechische als Amtssprache im Habsburgischen Böhmen politisch durchzusetzen. Er selbst schrieb auf Deutsch, der damals vorherrschenden Gelehrtensprache in Böhmen, in seinen jungen Jahren auch auf Latein, der damaligen Sprache der Wissenschaft und erst kurz vor seinem Tod auch auf Tschechisch.
In der Zeit nach 1779 beschäftigte sich Dobrovský auch mit anderen slawischen Sprachen und gab die Zeitschriften „Slawin“ (1806) und  „Slovanka“ (1814–1815) heraus. 1822 kamen die „Institutiones linguae slavicae dialecti veteris“, die erste moderne Grammatik des Altkirchenslawischen zum Druck, die ihm in der Wissenschaft Böhmens den Ehrentitel des Begründers der Slawistik eintrug.
Im August 2003 wurde der Asteroid (40440) Dobrovský nach ihm benannt.

## Schriften
- Fragmentum Pragense evangelii s. Marci vulgo autographi. Hagen, Prag 1778. (Digitalisat)
- Corrigenda in Bohemia docta Balbini juxta editionem P. Raphaelis Ungar. Prag 1779. (Digitalisat)
- Böhmische Litteratur auf das Jahr 1779. Mangold, Prag 1779. (Digitalisat Band 1), (Band 1,2)
- Über die Einführung und Verbreitung der Buchdruckerkunst in Böhmen. Prag 1782.
- Über das Alter der böhmischen Bibelübersetzung, Prag 1782
- Abhandlung über den Ursprung des Namens Tschech, Tschechen. Von Schönfeld, Prag/Wien 1782. (Digitalisat)
- De antiquis Hebraeorum characteribus diss., in qua... Origenis Hieronymique fides testimonio Josephi Flavii def. Schmadl, Prag 1783. (Digitalisat)
- Scriptores rerum Bohemicarum. 3 vol., Prag 1783–1829
- Historisch-kritische Untersuchung, woher die Slawen ihren Namen erhalten haben, Prag 1784
- Ueber die Begräbnißart der alten Slawen überhaupt, und der Böhmen insbesondere. Eine Abhandlung, veranlaßt durch die bei Horim im Jahr 1784 auf einer ehemaligen heydnischen Grabstätte ausgegrabenen irdenen Geschirre. In: Abhandlungen der Böhmischen Gesellschaft der Wissenschaften auf das Jahr 1786. Walthersche Hofbuchhandlung, Prag und Dresden 1786, S. 333–359.
- Wie man die alten Urkunden benutzen soll. Ein Versuch über den Brewniower Stiftungsbrief Boleslaws des Zweyten vom Jahr 993, Prag 1786
- Litterarisches Magazin von Böhmen und Mähren, Prag 1786–1787
- Über eine Stelle im 19. Briefe des hl. Bonifacius, die Slawen und ihre Sitten betreffend, Prag 1788
- Geschichte der böhmischen Pikarden und Adamiten. In: Abhandlungen der Böhmischen Gesellschaft der Wissenschaften auf das Jahr 1788. Walthersche Hofbuchhandlung, Prag und Dresden 1789, S. 300–343.
- Über das erste Datum zur slawischen Geschichte und Geographie, Prag 1790
- Geschichte der böhmischen Sprache und Litteratur. Calos, Prag 1792. (Digitalisat). Erweiterte Ausgabe Haasé, Prag 1818. (Digitalisat)
- Vita Joannis de Jenczenstein archiepiscopi Pragensis tertii ex manuscripto Rokyczanensi coaevo edita notisque illustrata (Vita des Johann von Jenstein), Prag 1793
- Litterärische Nachrichten von einer auf Veranlassung der königlich böhmischen Gesellschaft der Wissenschaften im Jahre 1792 unternommenen Reise nach Schweden und Rußland. Nebst einer Vergleichung der Russischen und Böhmischen Sprache etc. Calve, Prag 1796. (Digitalisat)
- Über den ersten Text der Böhmischen Bibelübersetzung, nach den ältesten Handschriften derselben, besonders nach der Dresdner. Prag (Digitalisat)
- Entwurf eines Pflanzensystems nach Zahlen und Verhältnißen etc. Calve, Prag 1802. (Digitalisat)
- Deutsch-böhmisches Wörterbuch. 2 Bände. Prag 1802–1821. (Digitalisat Band 1), (Band 2)
- Kritische Versuche, die ältere böhmische Geschichte von späteren Erdichtungen zu reinigen. Haase & Widtmann, Prag 1803–1807.
  - Band 1: Boriwoy's Taufe, zugleich eine Probe, wie man alte Legenden für die Geschichte benutzen soll. (Digitalisat)
  - Band 2: Ludmila und Drahomir, fortgesetzte Probe, wie man alte Legenden für die Geschichte benützen soll. (Digitalisat)
  - Band 3: Wenzel und Boleslaw : die älteste Legende vom h. Wenzel, als Probe, wie man alte Legenden für die Geschichte benützen soll. (Digitalisat)
- Českých přísloví sbírka, Prag 1804 (Sammlung tschechischer Sprichwörter)
- Glagolitica. Über die glagolitische Literatur. Das Alter der Bukwitza, ihr Muster nach welchem sie gebildet worden, den Ursprung der Römisch-Slawischen Liturgie (Hinweise zur glagolitischen Schrift, der ältesten Schrift der slawischen Sprachen). Prag 1807. (Digitalisat)
- Slavin. Beiträge zur Kenntniß der Slavischen Literatur, Sprachkunde und Alterthümer, nach allen Mundarten. Herrl, Prag 1808. (Digitalisat)
- Ausführliches Lehrgebäude der böhmischen Sprache zur gründlichen Erlernung derselben für Deutsche, zur vollkommenen Kenntnis für Böhmen. Herrl, Prag 1809. (Digitalisat) (Zweite Auflage 1819).
- Entwurf zu einem allgemeinen Etymologikon der slawischen Sprachen. Haasé, Prag 1813. (Digitalisat)
- Slovanka. Zur Kenntniß der alten und neuen slavischen Literatur, der Sprachkunde nach allen Mundarten, der Geschichte der Alterthümer. Herrl, Prag 1814–1815. (Digitalisat Band 1), (Band 2)
- Institutiones linguae slavicae dialecti veteris : quae quum apud russos, serbos aliosque ritus graeci, tum apud dalmatas glagolitas ritus latini slavos in libris sacris obtinet. Schmid, Wien 1822. (Digitalisat)
- Über die ehemaligen Abbildungen böhmischer Regenten und ihre Inschriften in der Prager königlichen Burg vor dem Brande im Jahre 1541, Prag 1825
- Mährische Legende von Cyrill und Method. Nach Handschriften herausgegeben, mit anderen Legenden verglichen und erläutert. Haase, Prag 1826. (Digitalisat)
- Dějiny českých pikartů a adamitů (Z německého originalu: Geschichte der böhmischen Pikarden und Adamiten, in: Abhandlungen der Böhmischen Gesellschaft der Wissenschaften, přeložil, výsvětlivky, ediční poznámku a doslov napsal Rudolf Havel). Odeon, Praha 1978, DNB 368913856, tschechisch.